# Vignola-Falesina
Vignola-Falesina és un municipi italià, dins de la província de Trento. L'any 2007 tenia 133 habitants. Limita amb els municipis de Frassilongo, Levico Terme i Pergine Valsugana.

## Administració
| Període | Identitat          | Partit        |
| ------- | ------------------ | ------------- |
| 2005-   | Mariagrazia Motter | Llista cívica |